# Fornice (cervello)
Il fornice (dal latino fornix, "arco"), detto anche giro del fornice o trigono cerebrale, è una delle formazioni commissurali interemisferiche del telencefalo; si tratta propriamente di un fascio di fibre nervose a forma di "C" che mette in comunione l'ippocampo con i nuclei mammillari.

## Struttura
Le fibre del fornice si originano nell'ippocampo dei due emisferi, entrambi i fasci di fibre che originano nei due emisferi vengono chiamate gambe del fornice. I due fasci di fibre si congiungono in prossimità della linea mediana formando il corpo del fornice. La porzione inferiore del septum pellucido è contigua alla faccia superiore del fornice e entrambi sono cinti ai lati dai ventricoli laterali.
Il corpo del fornice prosegue lungo l'asse dorso-ventrale per poi dividersi nuovamente in prossimità della commissura anteriore. 
Le due parti riseparate (denominate le colonne del fornice) quindi divergono ulteriormente in un fascio anteriore e in uno posteriore.
- Le fibre posteriori (chiamate fornice postcommessurale) di ogni lato continuano attraverso l'ipotalamo fino ai corpi mammillari, quindi proseguono verso i nuclei anteriori del talamo che proiettano direttamente alla corteccia del cingolo.
- Le fibre anteriori (fornice precommessurale) prendono connessione con i nuclei del septum e con il nucleus accumbens dei due emisferi.

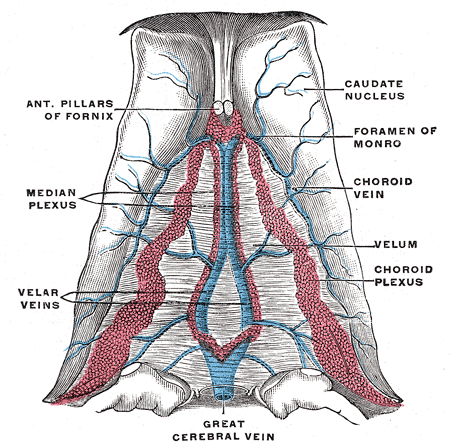
Velum interpositum.
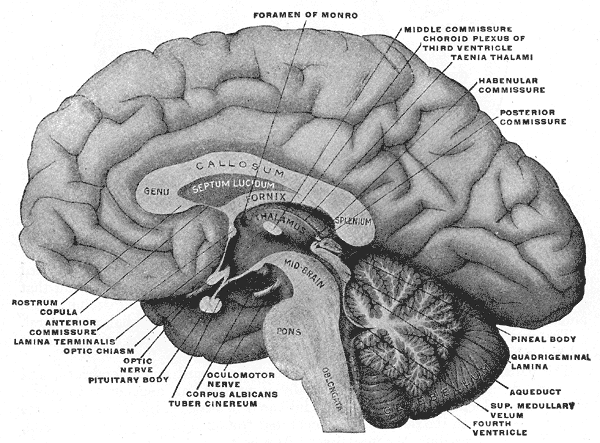
Faccia mediale di un encefalo sezionato lungo il piano sagittale mediano.
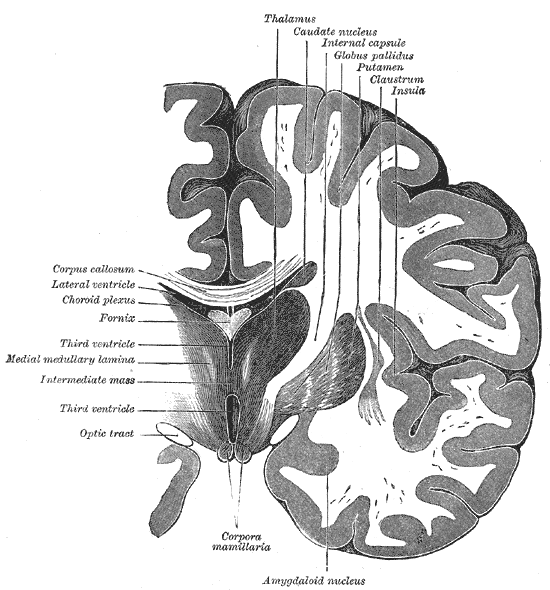
Sezione frontale di un cervello attraverso la massa intermedia del terzo ventricolo.
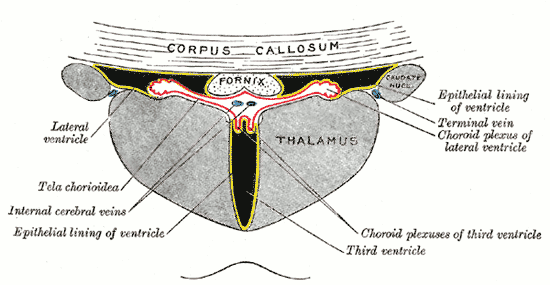
Sezione frontale dei ventricoli laterali e del III ventricolo.
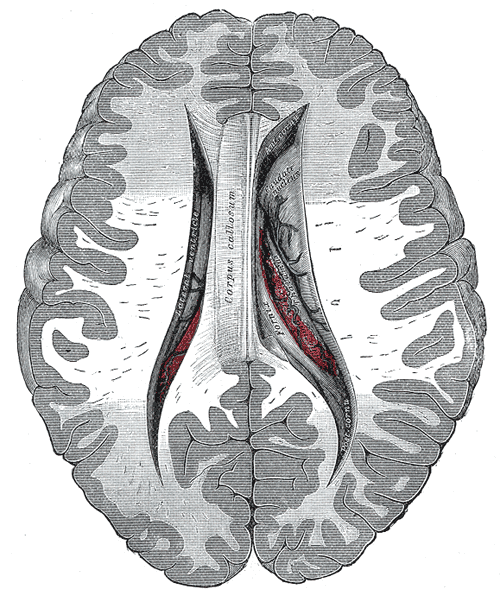
Porzione centrale e corna anteriori e posteriori dei ventricoli laterali, vista dall'alto.
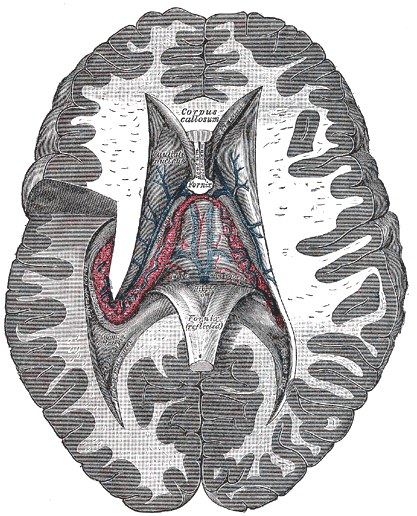
Tela corioidea del terzo ventricolo, e plesso corioideo del ventricolo laterale sinistro, vista dall'alto.
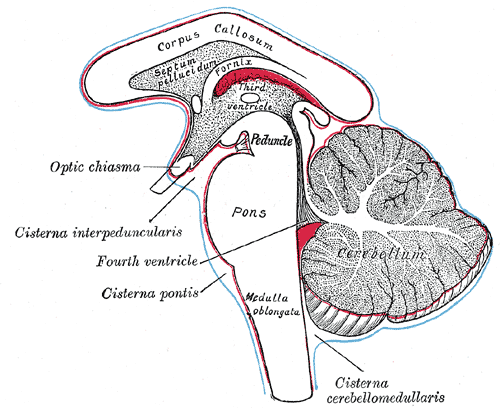
Diagramma che mostra la posizione delle tre principali cisterne subaracnoidali.